# Golden Meadow
Golden Meadow – miasto w Stanach Zjednoczonych, w stanie Luizjana, w parafii Lafourche.